# Chanson

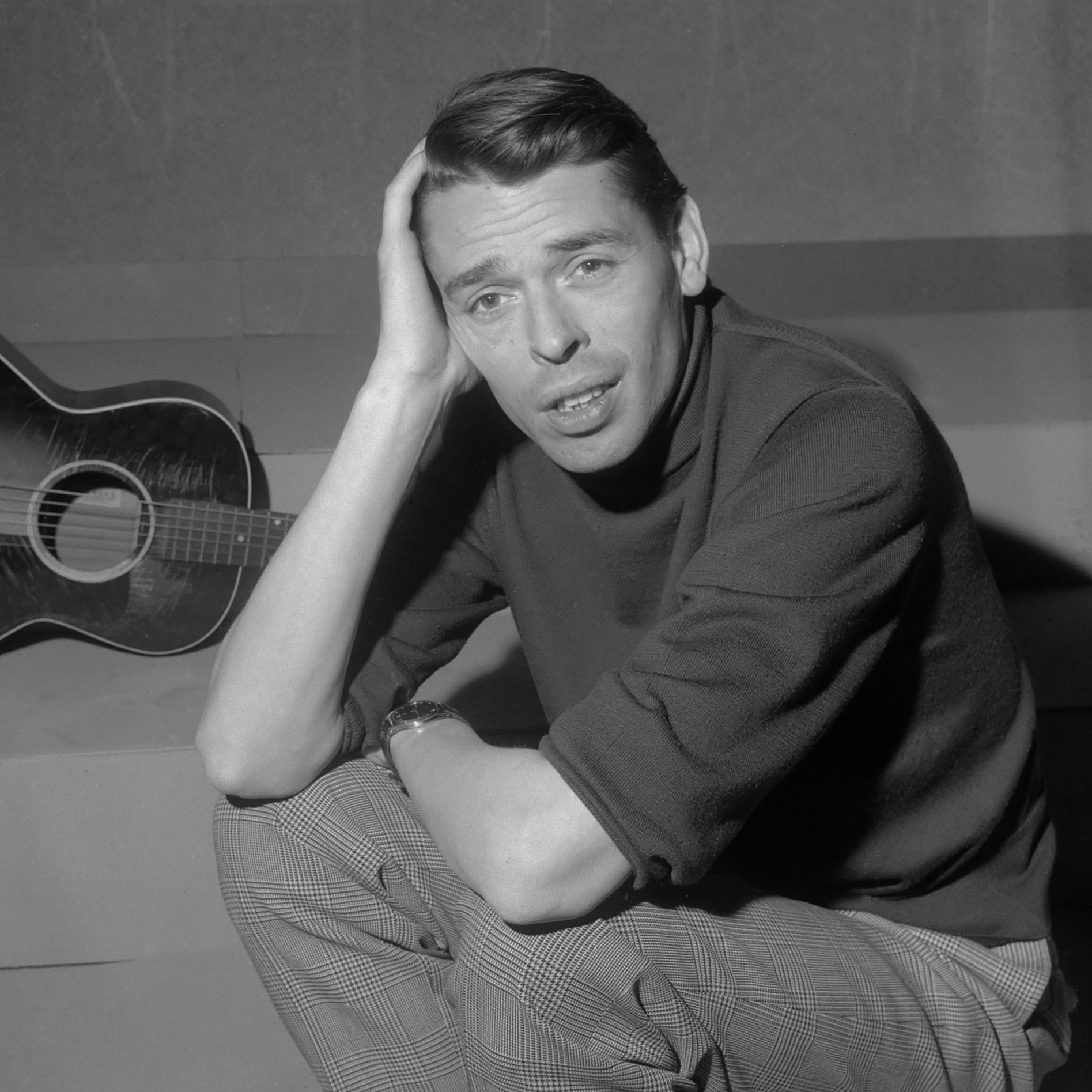
Chansonnier Jacques Brel

Een chanson is simpelweg het Franse woord voor 'lied', en is daarmee de benaming voor de populairste, meest eigen stijl van Franse zangkunst. Het heeft vaak een poëtisch-verhalende vorm. Een beoefenaar van het chanson wordt in het Nederlands een chansonnier genoemd. Chansons bestaan in traditionele en meer moderne vormen. Een van de begeleidende instrumenten van een traditioneel Frans chanson is de accordeon. Ook anderstalige verhalende liederen worden vaak aangeduid met chanson. De Nederlandse vertaling van het woord chanson, luisterlied, wordt toegeschreven aan Ernst van Altena en aan Jules de Corte.
Chanson is een zeer oud begrip: in de middeleeuwen werd het gebruikt om de liederen mee aan te duiden die de troubadours zongen, vaak als uitdrukking van de hoofse liefde. In de renaissance bestond het genre ook nog en was het een polyfoon lied met een melodieuze tekst en veel onomatopeeën.

## Voetnoten
1. ↑  In het Frans spreekt men van chanteur en auteur-compositeur-interprète en is een chansonnier eerder een cabaretier.